# 章丘区

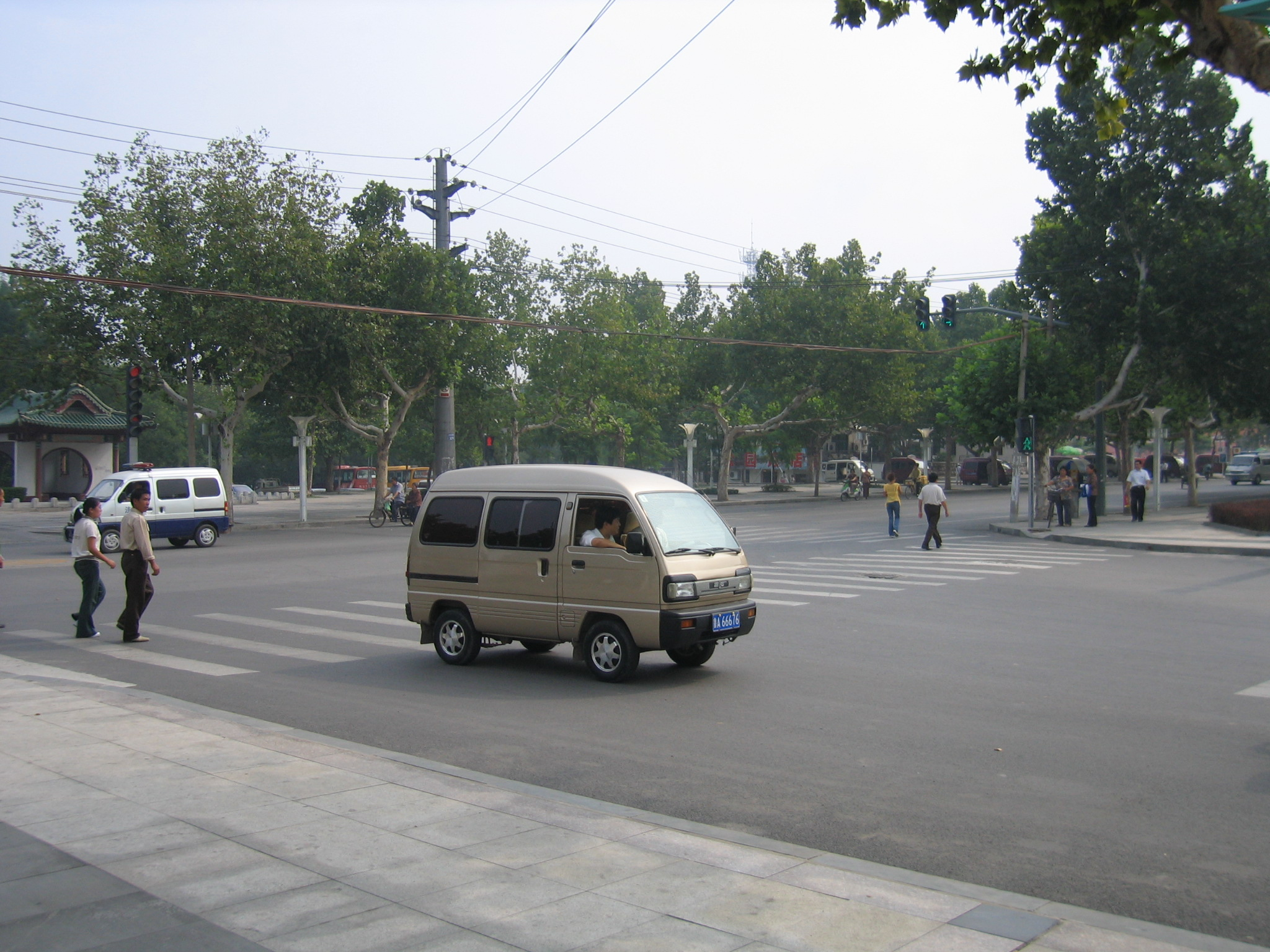
章丘区景

章丘区是一個位于中国山东省中北部濟南市的市辖区。章丘位於泰山东北、黄河南岸。面积1699平方公里。辖20个乡级行政区。是宋代词人李清照的家鄉。區人民政府駐開先大道287號龍泉大廈。
章丘區曾先後獲得“全國雙擁模範城”、“國家衞生城市”、“中國黑陶之鄉”等榮譽稱號。2017年12月，當選中國工業百強縣區。

## 历史
汉景帝四年（前153年）置阳丘县。刘宋置高唐县。隋开皇十六年（596年）改称章丘县。北宋至清朝，章丘县属济南府。
中华民国建立后，全国废府，章丘县直属山东省。1945年8月，中共政权析置章历县。中华人民共和国建立初期，章丘县、章历县属泰安专区、淄博专区。1953年，两县复归泰安专区，9月，章历县并入章丘县。撤销泰安专区后，章丘县属济南市。1992年撤县设市。2016年9月，中国国务院批示同意章丘撤市划区。

## 行政区划
章丘区下辖17个街道办事处、1个镇：
明水街道、双山街道、枣园街道、龙山街道、埠村街道、圣井街道、普集街道、绣惠街道、相公庄街道、文祖街道、官庄街道、高官寨街道、白云湖街道、宁家埠街道、曹范街道、刁镇街道、黄河街道和垛庄镇。

## 人口
根據第七次全国人口普查數據，截至2020年11月1日零時，章丘區常住人口1075784人。

## 交通

### 国家铁路
胶济铁路和胶济客运专线在章丘城区西侧设章丘站，作为章丘区的主要城际和普速长途客运车站。
济青高速铁路在章丘城区以北约10公里的绣惠街道设章丘北站，有高速列车通往济南、青岛、北京、上海、石家庄等方向。
济莱高速铁路在章丘城区以南约10公里的埠村街道设章丘南站，主要服务于章丘区前往莱芜、临沂方向的客流。

### 城市轨道交通
正在建设的济南地铁8号线将途经章丘区。目前该线路从章丘西部的清源大街连接至济南东部城区，并通过4号线进一步与济南中心城区连接。未来规划8号线将延伸至章丘中心城区。

### 公路
经过章丘区的主要公路有：
- 京沪高速
- 青银高速
- 济南都市圈环线
- 济高高速
- 济潍高速
- 庆枣高速
- 308国道
- 309国道
- 102省道
- 234省道
- 237省道
- 241省道
- 243省道
- 317省道

## 物产
- 矿产资源主要有煤、铝土矿、石灰石、大理石、花岗岩、石英、铁。铁一般用作章丘铁锅的制造。
- 野生动物主要有狐狸、山鸡、獾等。
- 土特产主要有章丘大葱[3]、明水香稻、龙山小米、黄家烤肉、绣水苹果、曹范薄皮核桃等。

## 名人
- 杜伏威
- 李清照
- 刘青松
- 张养浩
- 李开先
- 孟洛川
- 李金铭
- 房玄齡
- 辛弃疾
- 颜宁

## 名胜古迹
- 城子崖遗址
- 东平陵故城
- 驺衍墓
- 百脉泉公园
- 齐长城遗址
- 古村朱家峪
- 李清照家乡